# サウジアラビア海軍
サウジアラビア海軍(サウジアラビアかいぐん、アラビア語:القوات البحرية الملكية السعودية)は、サウジアラビア王国の軍隊である。略称RSNF(Royal Saudi Naval Forces)。本部をリヤドに置く。西方艦隊はジッダを本拠地とし、紅海に展開しており、東方艦隊はジュバイルを本拠地とし、ペルシア湾に展開している。その他、ダンマームやヤンブーなどにも海軍施設が存在する。

## 歴史
サウジアラビア海軍は1960年に創設された。1972年、対立が深まっていたイラン帝国のイラン帝国海軍に対抗するため、アメリカの援助を受けて大規模な軍事力の拡大が行われた。さらにその後、フランスの援助の下再び軍拡が行われている(サワリ計画)。1980年代から1990年代にかけてイギリス及びフランスから多数の艦艇を購入したが、同時期アメリカのSAIC(Science Applications International Corporation)社の協力もあり、現在の軍備に至っている
。

## 軍備
サウジアラビア海軍は外国から購入した艦艇が多く、フランスからはフリゲート、アメリカからはコルベットや哨戒艇、イギリスからはサンダウン級機雷掃討艇などを導入している。

### フリゲート

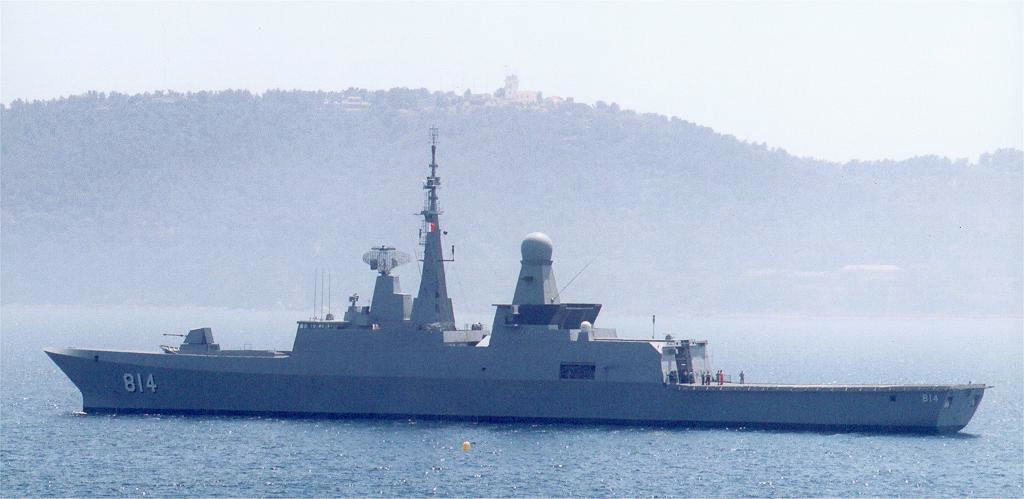
メッカ

- アル・マディーナ級フリゲート - 4隻
  - アル・マディーナ
  - フフーフ
  - アブハー
  - ターイフ
- アル・リヤド級フリゲート - 3隻
  - アル・リヤド
  - メッカ
  - アル・ダンマン

### コルベット
- バドル級コルベット - 4隻
  - バドル
  - アル・ヤルムーク
  - ヒッティーン
  - タブーク

### 哨戒艇
- アル・スィッディーク級哨戒艇 - 9隻
  - アル・スィッディーク
  - アル・ファルーク
  - アブドゥルアズィーズ
  - ファイサル
  - ハーリド
  - アムル
  - ターリク
  - ウクバール
  - アブー・ウバイダ

その他、Mk5特殊任務艇導入の可能性あり

### 掃海艇
- サンダウン級機雷掃討艇 - 3隻
  - アル・ジャウフ
  - シャクラー
  - アル・カルジ

### 補給艦
- ボライダ級補給艦
  - ボライダ
  - ユンボウ

### 王室ヨット
- 王室ヨットはデンマークのヘルシンゲル造船所で建造された。
  - プリンス・アブドゥルアズィーズ
  - アル・ヤママ (当初イラクのため1981年に建造されたが、1988年からサウジアラビア海軍に移籍した)

その他多数の航空機を保有。

## 海軍航空部隊
| 航空機           | 製造国         | 種別                  | 派生               | 保有数 | その他                              |
| ---------------- | -------------- | --------------------- | ------------------ | ------ | ----------------------------------- |
| SH-60 シーホーク | アメリカ合衆国 | 対潜/対艦ヘリコプター |                    | 10     | 2015年5月、ヘルファイア搭載機を発注 |
| AS 332           | フランス       | 対潜ヘリコプター      | B1, M1, F1S1, F1S2 | 20     |                                     |
| AS 365           | フランス       | 捜索救難ヘリコプター  |                    | 24     |                                     |

## 将来
サウジアラビア海軍は約25億ユーロ(ドル換算約34億ドル)でドイツ製潜水艦の購入を検討している。また、2014年12月にはアメリカの対外有償軍事援助の一環として、Mk 41 垂直発射システムの購入のためロッキード・マーティン社と契約している。

## 基地

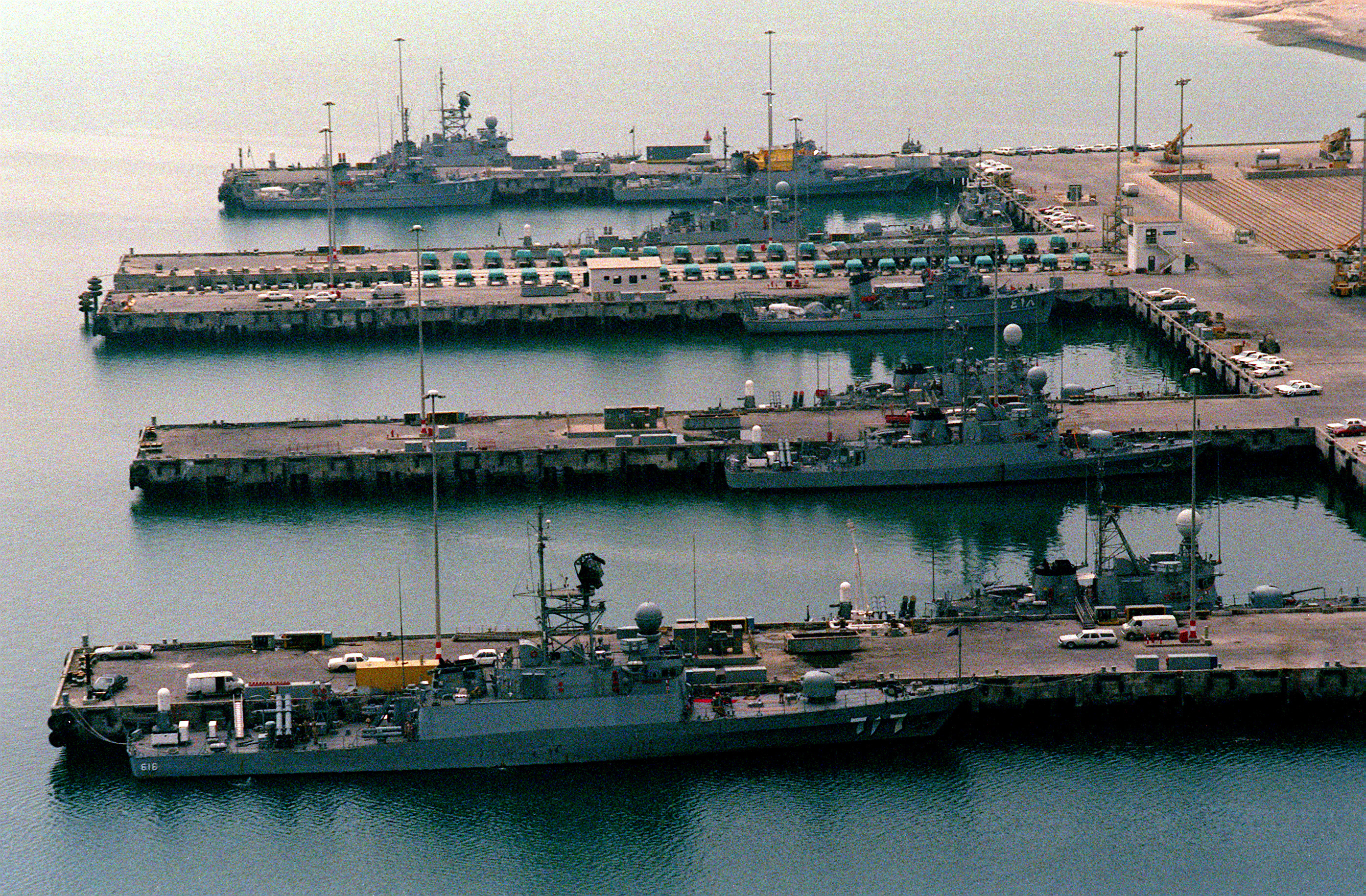
ジュバイルのキング・アブドゥルアズィーズ海軍基地

- ジッダ - 紅海に展開する艦隊の本拠地。フリゲートやミサイル艇、機雷掃海艇などが配属されている。
- ジュバイル - ペルシア湾に展開する艦隊の本拠地。コルベットやミサイル艇、掃海艇などが配属されている。
- ダンマーム - ペルシア湾を母港としている。サウジアラビア王室のための王室ヨットが配属されている。

## 階級制度
カッコ内はアラビア語表記
- 兵士 (جندي)
- 上等兵 (جندي أول)
- 伍長 (عريف)
- 三等軍曹 (وكيلرقيب)
- 二等軍曹 (رقيب)
- 一等軍曹 (رقيبأول)
- 曹長 (رئيسرقباء)
- 少尉 (ملازم)
- 中尉 (ملازم أول)
- 大尉 (نقيب)
- 少佐 (رائد)
- 中佐 (مقدم)
- 大佐 (عقيد)
- 上級大佐 (عميد)
- 少将 (لواء)
- 中将 (فريق)
- 大将 (فريق أول)